# 马克·H·蒂门斯
马克·H·蒂门斯（英語：Mark Howard Thiemens，1950年1月6日—）是一位物理化学家，聖地牙哥加利福尼亞大學教授，知名于同位素的研究。